# Astrópía
Astrópía ist ein isländischer Spielfilm aus dem Jahre 2007.

## Handlung
Hildur, eine nichtsnutzige Schönheit an der Seite des kriminellen Autohändlers Jolli, ist nach dessen Verhaftung gezwungen, sich eine Arbeit zu suchen. Da sie von der Regenbogenpresse verfolgt wird und außerdem sehr untalentiert ist, scheitert dies kläglich.
Sie findet schließlich im „Astrópía“, einem Laden für Rollenspiele, DVDs und Comics, eine Anstellung. Der Laden wird ausschließlich von Nerds frequentiert und auch alle Angestellten leben in ihrer eigenen kleinen Welt. Ihr Chef, der selbst einmal Opfer öffentlicher Verhöhnung war, als ein LARP-Auftritt von ihm im Internet veröffentlicht wurde, hat Mitleid mit dem Mädchen. Um ihre Verkaufskenntnisse zu fördern, lässt ihr Arbeitgeber sie in seiner Rollenspielrunde mitspielen. Hildur erlebt so spannende Abenteuer in einer ihr bisher fremden Welt und lernt auch neue Freunde kennen. Zugleich kommt sie Dagur, einem Übersetzer von Liebesromanen, näher. In der Zwischenzeit arbeitet ihr Freund fieberhaft an seinem Ausbruch.
Jolli gelingt schließlich mit zwölf seiner Mithäftlinge die Flucht. Er will sich absetzen und benötigt noch die Kontodaten seiner Banken auf den Cayman-Inseln. Da er diese in einem Medaillon von Hildur versteckt hat, ruft er diese an und lockt sie zu seinen Kumpanen. Als Dagur dies bemerkt, ist es zu spät. Sie entführen Hildur und er verfolgt die Ausbrecher. Unterwegs ruft er seine Freunde zu Hilfe. Zusammen tauchen sie in ihre Rollenspielwelt ein und können die Entführer schließlich überwältigen. Hildur besiegt ihren Exfreund in einem Schwertkampf. Als der Kampf vorüber ist, küssen sich Hildur und Dagur und die Szenerie verändert sich wieder zur Realität, ein Boot am Hafen, mit dem die Ausbrecher fliehen wollten. Die Gefangenen werden von der Polizei abtransportiert.

## Hintergrund
Der Film enthält zahllose Anspielungen auf Fantasy- und Science-Fiction-Filme wie Star Wars, Matrix und Der Herr der Ringe. Auch andere Filme, wie Die Verurteilten, werden persifliert. Zudem gibt es zahlreiche Anspielungen auf verschiedene Rollenspielsysteme wie World of Darkness und Dungeons and Dragons, Tabletop-Systeme und Trading Card Games.
Sämtliche Schauplätze liegen auf Island. Das reale Vorbild für den Comic-Laden ist der Shop Nexus in Reykjavík, der einzige Comicladen in Island. Er übernahm auch die Betreuung der rollenspielunkundigen Schauspieler. Der Drehbuchautor hatte dort jahrelang gearbeitet. Die Musik wurde in Bulgarien aufgenommen.

## Kritiken
- Variety: „Diese farbenfrohe romantische Komödie, die in der Welt der Fantasy-Live-Action-Rollenspiele, Mangas und Genre-Literatur spielt, verwandelte sich 2007 zu Islands nationalem Kassenhit.“[2]